# Червонський парк
Черво́нський парк — парк-пам'ятка садово-паркового мистецтва місцевого значення в Україні. Розташований в смт Червоне Андрушівського району Житомирської області. 
Площа парку — 36 гектарів. Статус присвоєно згідно з рішенням облвиконкому від 20.11.1967 року № 610. 

## Історія
В 1840-х роках власником Червонського маєтку був польський магнат, граф Грохольський. Після повстань проти царя, в яких граф брав активну участь, його володіння були конфісковані. 1870 року промисловець Федір Терещенко викупив маєток та почав реконструкцію цукрового заводу, який раніше був власністю Грохольського. Був створений проект, згідно з яким відбувалась реконструкція паркових насаджень. На території парку були два озера та альтанка. Палац Терещенків був оточений парковою територією. До Червонського парку прилягали сади. Було зроблено очищення озер. Започаткували фруктовий сад та проклали доріжки і стежки по території парку. 
В 1850-х роках був побудований палац. На початку XX століття проводилась реконструкція Червонського парку. В XXI столітті садово-парковий ансамблю перебуває у підпорядкуванні Свято-Різдво Христового Червонського жіночого монастиря.

## Рослинність
Природоохоронна паркова територія розташована у Фастівському районі дубово-грабових та дубових лісів Європейсько-Сибірської лісостепової області. Таксономічний склад парку визначався методом маршрутних досліджень. На природоохоронній території парку представленні різноманітні насадження. Є озера, луки та галявини. З північного заходу парк огинає річка Пустоха. Вік насаджень становить від 120 до 220 років. У парку є столітні алеї лип та каштанів. 
Інтродуковані рослини в парку представлені 12 видами, тобто 41% від загальної кількості рослин. Є двадцять сім дерев, одна чагарникова ліана та один чагарник. Зростають такі види: яблуня домашня, горобина звичайна, абрикос звичайний, береза повисла, гіркокаштан звичайний, липа серцелиста, вишня звичайна, алича, клен татарський, клен польовий, дуб звичайний, горіх чорний, тополя біла, горіх волоський, ясен пухнастий, дівочий виноград пятилистковий, граб звичайний, ліщина звичайна, в'яз шорсткий, черешня звичайна, груша лісова, гледичія троголкова, акація біла, верба ламка, ялина звичайна, ясен звичайний, ясен зелений, клен гостролистий, клен ясенелистий. Дуб звичайний зростає поодиноко чи невеликими групами. 33,8% загальної площі займають вільхові насадження на межі з долиною річки Пустохи. Розташування насаджень вільхи було задумане при закладенні парку. Це дає можливість отримання вологого повітря зі сторони річки. Деякі дослідники вважають, що насадження тополі, гіркокаштана, липи та верби білої були сформовані штучно в період, коли тривала реконструкція парку. При закладенні східної частини парку були використані дубово-грабові насадження, які мали природне походження, використовувались декоративні види чагарників та дерев. 
Сади перед замком були закладені Ф. Ф. Терещенком, вони також є штучними насадженнями. Після 1917 року догляд за парковими насадженнями не проводився.